# Oberneukirchen (Bavière)
Pour les articles homonymes, voir Oberneukirchen.
Oberneukirchen est une commune de Bavière (Allemagne), située dans l'arrondissement de Mühldorf am Inn, dans le district de Haute-Bavière.